# Riverton-Preis

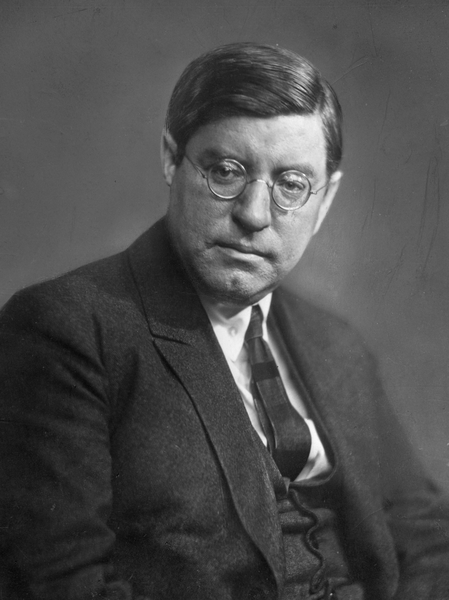
Sven Elvestad (1884–1934),
schrieb unter dem Pseudonym Stein Riverton

Der Riverton-Preis (norwegisch: Rivertonprisen) ist ein nationaler renommierter Literaturpreis Norwegens.
Er wird seit 1972 für das beste kriminalliterarische Werk (Roman, Novelle, Schauspiel, Originalmanuskript für Spielfilm, Fernsehfilm, Hörspiel etc.) jährlich von einem Verein mit dem Namen Rivertonklubben in Zusammenarbeit mit Buchhändler- und Verlegervereinigungen vergeben. Neben dem Rivertonprisen verleiht der Verein in unregelmäßigen Abständen zwei weitere Auszeichnungen für besondere nationale und internationale Verdienste um kriminalliterarische Werke.
Mitglieder des Vereins sind Schriftsteller, Journalisten, Verleger, Literaturforscher und andere Personen, die beruflich mit kriminalliterarischer Arbeit zu tun haben. Präsident der Gesellschaft wurde 2015 der norwegische Kriminalschriftsteller Tom Egeland, der selbst im Jahr 2009 mit dem Preis ausgezeichnet wurde.
Außer in den Jahren 1978, 1986 und 2004 erhielten nur Kriminalschriftsteller die „Trophäe“: Den Gyldne Revolver, einen vergoldeten belgischen Armeerevolver der Marke Nagant. Mit dem internationalen Erfolg einiger Kriminalschriftsteller in den letzten fünfzehn Jahren – besonders aus Norwegen und Schweden – wächst zunehmend auch im deutschsprachigen Raum das Interesse an nordischer Kriminalliteratur und damit auch die Bereitschaft in Deutschland, Romane aus den skandinavischen Ländern zu übersetzen und zu verlegen, wie aus der Liste der Preisträger ersichtlich wird.

## Namensgeber
Namensgeber für den Riverton-Preis ist der Norweger Sven Elvestad (1884–1934), der als Autor von Kriminalromanen unter anderem das Pseudonym Stein Riverton wählte. Sven Elvestad gilt als Begründer des norwegischen Kriminalromans.

## Kategorien
| Kategorie                                      | Norwegischer Originaltitel               | Verliehen seit |
| ---------------------------------------------- | ---------------------------------------- | -------------- |
| Bestes kriminalliterarisches Werk              | Prisvinnere Rivertonprisen               | 1972           |
| Ehrenpreis des Rivertonklubben (National)      | Rivertonklubbens ærespris                | 1973           |
| Internationaler Ehrenpreis des Rivertonklubben | Rivertonklubbens internasjonale ærespris | 1991           |

## Preisträger

### Bestes kriminalliterarisches Werk –Rivertonprisen
(1977 und 1984 keine Preisverleihung)

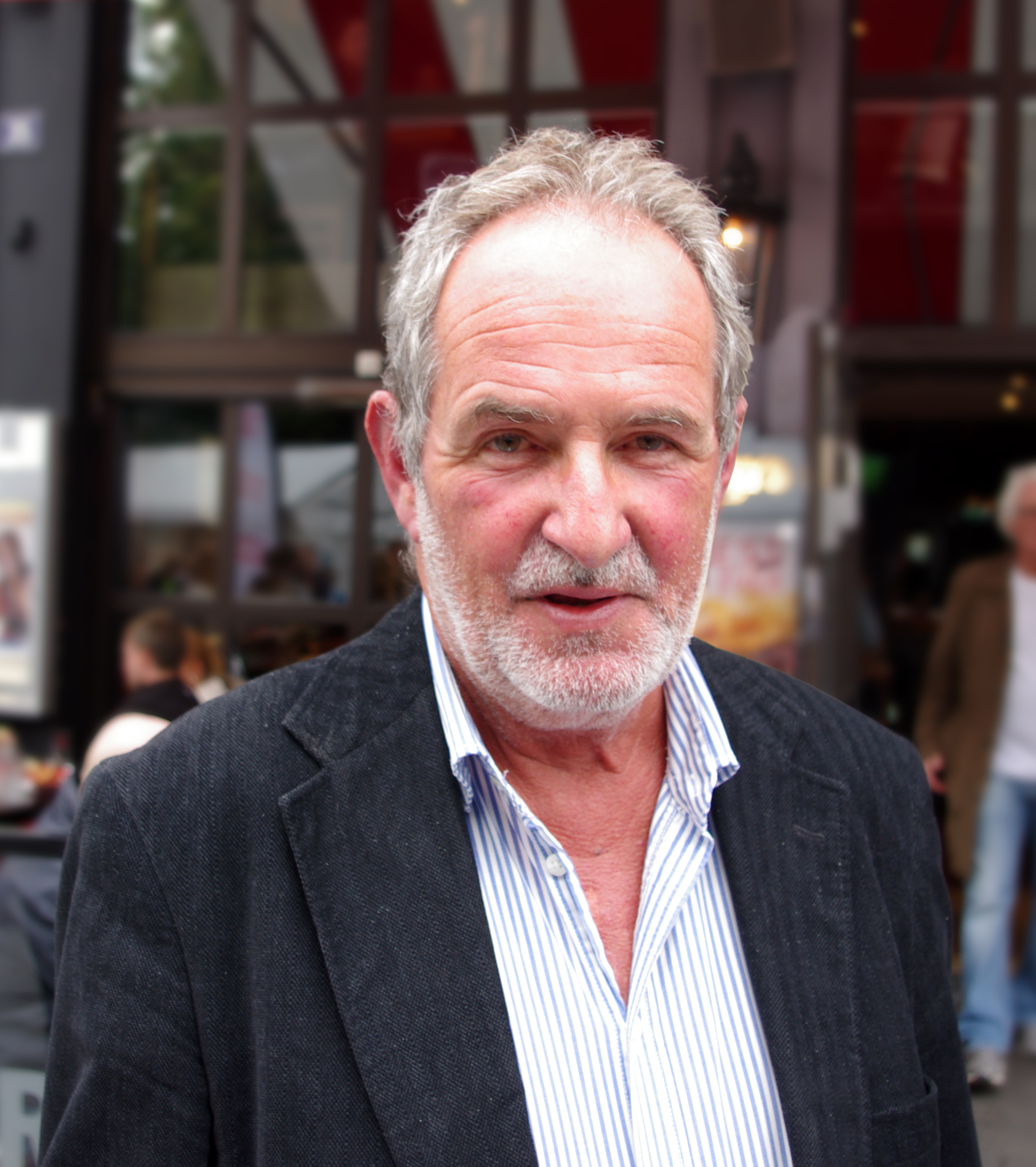
Jon Michelet (1944–2018),
Präsident der Gesellschaft von 2003 bis 2009 und zweimaliger Preisträger (1981 und 2001)

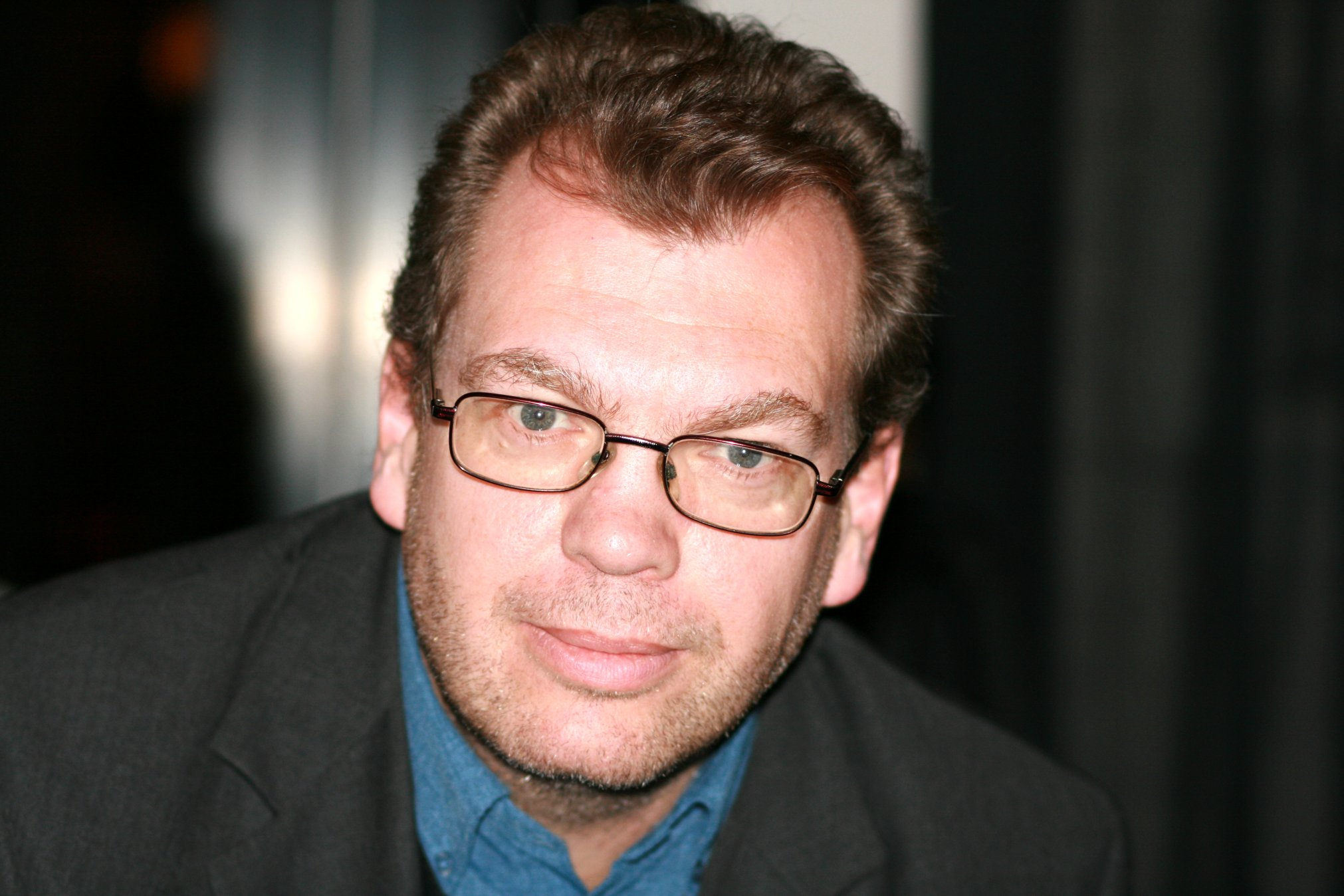
Frode Grytten,
Preisträger 2005

| Jahr | Preisträger                       | Originaltitel Verlag, Ort Jahr                       | Deutscher Titel Verlag, Ort Jahr                            |
| ---- | --------------------------------- | ---------------------------------------------------- | ----------------------------------------------------------- |
| 1972 | Sigrun Krokvik                    | Bortreist på ubestemt tid Gyldendal, Bergen 1972     |                                                             |
| 1973 | David Torjussen (Tor Edvin Dahl)  | Etterforskning pågår Gyldendal, Oslo 1973            |                                                             |
| 1974 | Anker Rogstad                     | Lansen Gyldendal, Oslo 1974                          |                                                             |
| 1975 | Gunnar Staalesen                  | Rygg i rand, to i span Gyldendal, Oslo 1975          |                                                             |
| 1976 | Pio Larsen                        | Den hvite kineser Gyldendal, Oslo 1976               |                                                             |
| 1978 | Jon Bing Tor Åge Bringsværd       | Blindpassasjer (Fernsehserie)                        |                                                             |
| 1979 | Helge Riisøen                     | Operasjon Gyldendal, Oslo 1979                       |                                                             |
| 1980 | Fredrik Skagen                    | Kortslutning Cappelen, Oslo 1980                     |                                                             |
| 1981 | Jon Michelet                      | Hvit som snø Gyldendal, Oslo1980                     | Weiß wie Schnee Rowohlt, Reinbek 1986                       |
| 1982 | Torolf Elster                     | Thomas Pihls annen lov Aschehoug, Oslo 1982          |                                                             |
| 1983 | Kim Småge                         | Nattdykk Aschehoug, Oslo 1983                        | Nachttauchen Argument, Hamburg 1994                         |
| 1985 | Michael Grundt Spang              | Spionen som lengtet hjem Cappelen, Oslo 1982         |                                                             |
| 1986 | Edith Ranum                       | Ringer i mørkt vann (Hörspielserie)                  |                                                             |
| 1987 | Lars Saabye Christensen           | Sneglene Cappelen, Oslo 1987                         |                                                             |
| 1988 | Alf R. Jacobsen                   | Kharg Aschehoug, Oslo1988                            |                                                             |
| 1989 | Idar Lind                         | 13 takters blues Aschehoug, Oslo 1989                |                                                             |
| 1990 | Ingvar Ambjørnsen                 | Den mekaniske kvinnen Cappelen, Oslo 1990            | Die mechanische Frau Schulenburg, Hamburg 1990              |
| 1991 | Audun Sjøstrand                   | Valsekongens fall Samlaget, Oslo 1991                |                                                             |
| 1992 | Arild Rypdal                      | Orakel Aschehoug, Oslo 1992                          |                                                             |
| 1993 | Morten Harry Olsen                | Begjærets pris Oktober, Oslo 1993                    |                                                             |
| 1994 | Anne Holt                         | Salig er de som tørster Cappelen, Oslo 1994          | Selig sind die Dürstenden Rasch & Röhring, Hamburg 1996     |
| 1995 | Kolbjørn Hauge                    | Død mann i boks Aschehoug, Oslo 1995                 |                                                             |
| 1996 | Karin Fossum                      | Se deg ikke tilbake! Cappelen, Oslo 1996             | Fremde Blicke Piper, München 2000                           |
| 1997 | Jo Nesbø                          | Flaggermusmannen Aschehoug, Oslo 1997                | Der Fledermausmann Ullstein, Berlin 1999                    |
| 1998 | Jan Mehlum                        | Kalde hender Gyldendal, Oslo 1998                    | Sind so kalte Hände Ullstein, Berlin 2000                   |
| 1999 | Unni Lindell                      | Drømmefangeren Aschehoug, Oslo 1999                  | Pass auf, was du träumst Ullstein, Berlin 2000              |
| 2000 | Kjell Ola Dahl                    | En liten gyllen ring Gyldendal, Oslo 2000            | Sommernachtstod Ehrenwirth, München 2002                    |
| 2001 | Jon Michelet                      | Den frosne kvinnen Oktober, Oslo 2001                |                                                             |
| 2002 | Gunnar Staalesen                  | Som i et speil Gyldendal, Oslo 2002                  | Wie in einem Spiegel S. Fischer, Frankfurt/M. 2004          |
| 2003 | Kurt Aust                         | Hjemsøkt Aschehoug, Oslo 2003                        |                                                             |
| 2004 | Ulf Breistrand Jarl Emsell Larsen | Svarte penger, hvite løgner (Fernsehserie)           |                                                             |
| 2005 | Frode Grytten                     | Flytande Bjørn Samlaget, Oslo 2005                   | Die Raubmöwen besorgen den Rest Nagel & Kimche, Zürich 2006 |
| 2006 | Tom Kristensen                    | Dødsriket Aschehoug, Oslo 2006                       |                                                             |
| 2007 | Jørgen Gunnerud                   | Høstjakt Kolon Forlag, Oslo 2007                     | Hatz Rotbuch, Berlin 2009                                   |
| 2008 | Vidar Sundstøl                    | Drømmenes land Tiden, Oslo 2008                      | Traumland Hofmann & Campe, Hamburg 2011                     |
| 2009 | Tom Egeland                       | Lucifers evangelium Aschehoug, Oslo 2009             | Das Luzifer-Evangelium Goldmann, München 2011               |
| 2010 | Chris Tvedt                       | Dødens sirkel Cappelen, Oslo 2010                    | Niedertracht Droemer Knaur, München 2011                    |
| 2011 | Torkil Damhaug                    | Ildmannen Cappelen Damm, Oslo 2011                   | Feuermann Knaur, München 2014                               |
| 2012 | Jørn Lier Horst                   | Jakthundene Gyldendal, Oslo 2012                     | Jagdhunde Grafit, Dortmund 2013                             |
| 2013 | Gard Sveen                        | Den siste pilegrimen Vigmostad & Bjørke, Bergen 2013 | Der letzte Pilger List, Berlin 2016                         |
| 2014 | Karin Fossum                      | Helvetesilden Cappelen Damm, Oslo 2014               | Höllenrose Piper, München 2017                              |
| 2015 | Kjell Ola Dahl                    | Kureren Gyldendal, Oslo 2015                         | Die Frau aus Oslo Bastei Lübbe, Köln 2019                   |
| 2016 | Torkil Damhaug                    | En femte årstid Cappelen Damm, Oslo 2016             |                                                             |
| 2017 | Aslak Nore                        | Ulvefellen Aschehoug, Oslo 2017                      |                                                             |
| 2018 | Unni Lindell                      | Dronen Aschehoug, Oslo 2018                          |                                                             |
| 2019 | Jo Nesbø                          | Kniv Aschehoug, Oslo 2019                            | Messer Ullstein, Berlin 2019                                |
| 2020 | Sven Petter Næss                  | Skjebnesteinen Aschehoug, Oslo 2020                  |                                                             |
| 2021 | Heine Bakkeid                     | St. Avenger Aschehoug, Oslo 2021                     | Triff mich im Paradies Rowohlt TB, Hamburg 2020             |

### Ehrenpreis des Rivertonklubben (National) –Rivertonklubbens ærespris
(Auszeichnung für besondere Verdienste nationaler Schaffender um kriminalliterarische Werke, unregelmäßige Verleihung seit 1973)

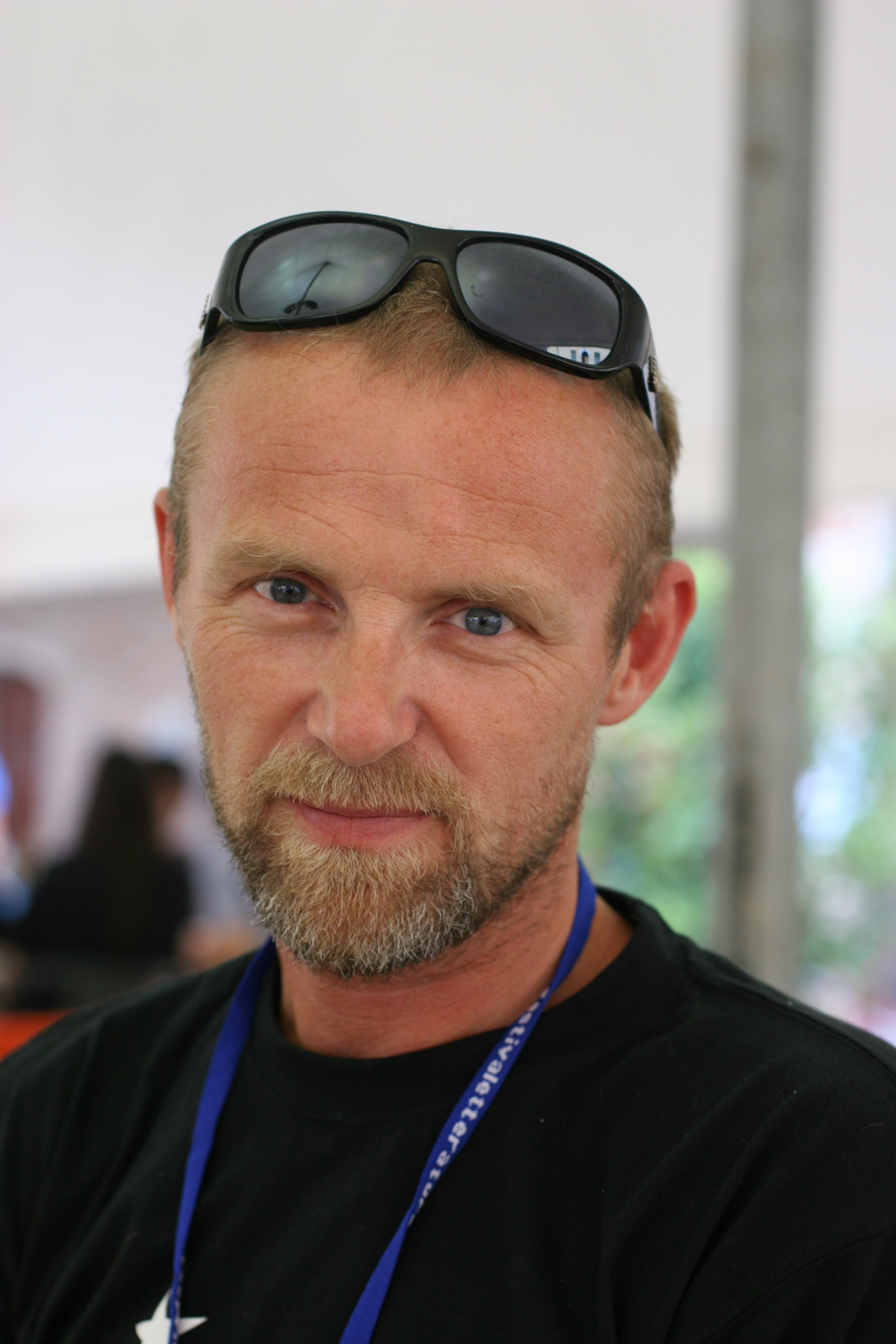
Jo Nesbø,
Ehrenpreisträger 2016

| Jahr | Preisträger/-in             | Beruf                                 |
| ---- | --------------------------- | ------------------------------------- |
| 1973 | André Bjerke                | Schriftsteller                        |
| 1976 | Bjørn Carling               | Schriftsteller und Übersetzer         |
| 1978 | Gerd Nyquist                | Schriftsteller und Journalist         |
| 1990 | Tage la Cour                | Schriftsteller                        |
| 1992 | Nils Nordberg               | Dramaturg, Hörspielautor              |
| 1997 | Willy Dahl                  | Professor für Kunst und Literatur     |
| 1997 | Sigurd B. Hennum            | Journalist                            |
| 1997 | Torolf Elster               | Journalist und Schriftsteller         |
| 2012 | Varg Veum                   | Romanprotagonist von Gunnar Staalesen |
| 2016 | Jo Nesbø                    | Schriftsteller                        |
| 2018 | Tor Edvin Dahl              | Schriftsteller und Journalist         |
| 2019 | Hans H. Skei                | Professor für Literaturwissenschaft   |
| 2022 | Knut Gørvell und Pip Hallén |                                       |

### Internationaler Ehrenpreis des Rivertonklubben –Rivertonklubbens internasjonale ærespris

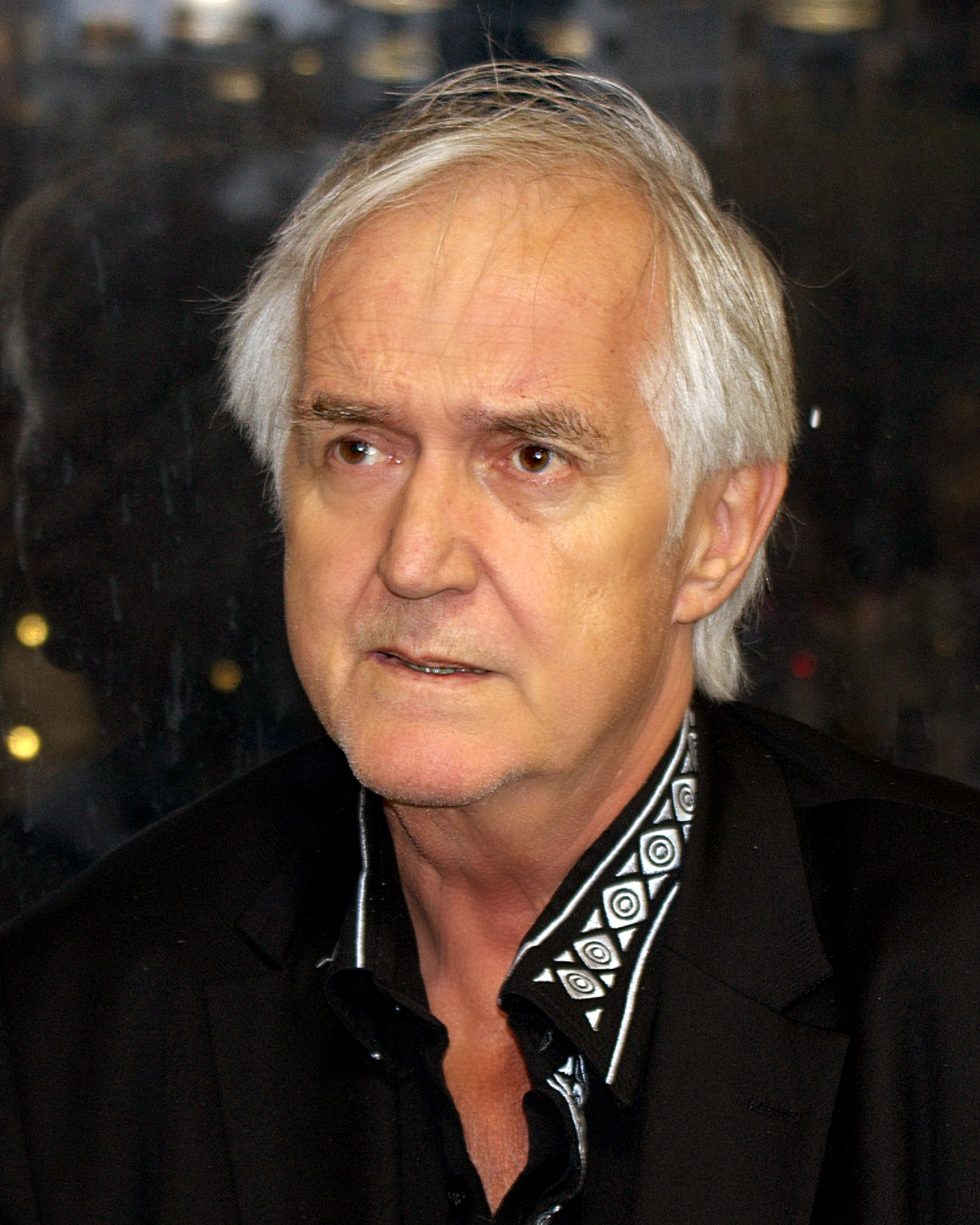
Henning Mankell,
Preisträger 2012

(Auszeichnung für besondere Verdienste internationaler Schaffender um kriminalliterarische Werke, unregelmäßige Verleihung seit 1991)
| Jahr | Preisträger/-in | Nationalität       |
| ---- | --------------- | ------------------ |
| 1991 | Ruth Rendell    | England            |
| 1993 | P. D. James     | England            |
| 1997 | Ed McBain       | Vereinigte Staaten |
| 2006 | Maj Sjöwall     | Schweden           |
| 2012 | Henning Mankell | Schweden           |
| 2022 | Håkan Nesser    | Schweden           |